# Eugénie-Emilie Juliette Folville
Eugénie-Emilie Juliette Folville (Liegi, 5 gennaio 1870 – Dourgne, 28 ottobre 1946) è stata una pianista, violinista, docente, direttrice d'orchestra e compositrice belga.

## Biografia
Eugénie-Emilie Juliette Folville nacque a Liegi, in Belgio e iniziò gli studi musicali con il padre, avvocato e musicista dilettante. Studiò violino con Charles Malherbe, Ovide Musin e César Thomson e debuttò a Liegi nel 1879. Ebbe una carriera di successo sui palcoscenici dei concerti e nel 1897 ottenne una cattedra di pianoforte al Conservatorio Reale di Liegi.
Visse per diversi anni a Londra e durante la seconda guerra mondiale visse e si esibì a Bournemouth. Morì a Dourgne il 28 ottobre 1946.

## Opere
La Folville ha composto per il teatro, strumenti solisti, orchestra, coro e ensemble da camera. Tra le sue opere più significative figurano:

### Opere orchestrali
- Scene campestri. 1re Suite orchestrale, op. 9 (1885): Ai campi, In montagna, Fantasia, Festa di paese
- Scene marine. 2e Suite orchestrale, op. 14 (1886): Canto del pescatore, Notte stellata, Mare fosforescente, Mare agitato, Addio all'oceano
- Scene invernali. 3e Suite orchestrale, op. 17 (1887): Ballata, La neve, Natale, Carnevale
- Concerto per violino in sol minore, op. 20 (1888)
- Concerto per pianoforte in re minore (1902–1903)
- Concerstück per violoncello e orchestra (1905)
- Impressioni delle Ardenne, suite orchestrale (1910)
- Trittico per violino e orchestra, o pianoforte (ca. 1935)

### Opere per camera e pianoforte
- Souvenir de Mozart. 1re Sonatine (op. 7, 1881) e 2e Sonatine (op. 11, 1882)
- Berceuse per violino e pianoforte, op. 24 (1890)
- En Ardenne. Esquisses pour piano (ca. 1910)
- 1er Quatuor pour piano, op. 9 (1885)
- Berceuse per violoncello e accompagnamento di quartetto [s.d.]
- Poème per violoncello e pianoforte, o orchestra (ca.1908-1909)
- Mazurka per violino e pianoforte (1910)
- Communion per organo (1912)
- Verset sur le thème du «Tantum», 6e ton per organo (1912)

### Opere corali e vocali
- Canti di primavera (1883–84)
- Atala. Dramma lirico in due atti (1891), libretto di Paul Collin. Prima rappresentazione al Grand Théâtre di Lille il 3 marzo 1892.
- Ewa. Légende Norwégienne, cantata per soli, coro e accompagnamento orchestrale (ca. 1889), poema di Paul Collin.
- Noce au Village, op. 13 (1886), per solo, coro e orchestra, parole di Paul Collin.
- Jean de Chimay. Dramma lirico in quattro atti, libretto di Alfred Billet, incompiuto.